# Vermispora grandispora
Vermispora grandispora är en svampart som beskrevs av Deighton & Piroz. 1972. Vermispora grandispora ingår i släktet Vermispora, divisionen sporsäcksvampar och riket svampar.   Inga underarter finns listade i Catalogue of Life.